# Тремтіння землі 4: Легенда починається
«Тремтіння землі 4: Легенда починається» (англ. Tremors 4: The Legend Begins) — американський вестерн жахів С.С. Вілсона, знятий 2004 року.

## Сюжет
Дія відбувається в 1889 році в містечку Реджекшн, яке цілком залежать від доходу з сусідньої срібної копальні. Одного разу вода з гарячого джерела пробуджує яйця грабоїдів і черви вбивають шахтарів. Гайрам Гаммер, прадід Берта Гаммера і власник шахти, прибуває в Реджекшн, щоб оцінити становище. Молоді грабоїди, які вміють стріляти з-під землі (пізніше названі «грязевими драконами»), атакують його табір вночі. Один із його супутників Гайрама, Хуан, вбиває єдину істоту кайлом, обоє тікають, а решті вбивають грабоїди.
Гайрам, який не вміє стріляти, залучає для полювання на грабоїдів стрільця Келлі «Чорну Руку». Гайрам, Хуан і Келлі дізнаються, що в шахті вилупилися чотири грабоїди, одного з яких вже вбито. Пізніше Келлі проковтує вже цілком дорослий грабоїд. Гайрам вирішує покинути Реджекшн і закликає решту жителів вчинити так само. Та вони відмовляються й погрожують розповісти про загрозу грабоїдів, якщо Гайрам продасть копальню.
Прибувши в Карсон-Сіті, Гайрам дізнається з телеграми, що дорослі грабоїди прямують до Редшекшна. Він продає всі свої цінні речі, на які купує зброю та повертається в містечко.
Двох грабоїдів вдається вбити, та третій уникає всіх пасток. Гайрам хитрощами змушує його вилізти на поверхню, а потім прив'язує за хвіст до маховика паровоза. Грабоїд гине, Гайрам вирішує тримати в таємниці події в Перфекшні, щоб копальня продовжила діяти. Він оселяється в Реджекшні (потім перейменованому на Перфекшн), де тренується стріляти і отримує від цього задоволення.

## Персонажі
| Персонаж     | Актор/Актриса    |
| ------------ | ---------------- |
| Берт Гаммер  | Майкл Гросс      |
| Крістін Лорд | Сара Ботсфорд    |
| Келлі        | Біллі Драго      |
| Джуан        | Брет Роам        |
| Текопа       | Аугуст Шеленберг |
| Старий Фред  | Дж. Е.Фрімен     |